# William Proby (5e comte de Carysfort)
William Proby, 5e comte de Carysfort (18 janvier 1836 - 4 septembre 1909), est un pair britannique.

## Biographie
Il est le quatrième fils et dernier-né de l'amiral Granville Proby (3e comte de Carysfort), et de sa femme Isabella Howard, décédée quatre jours seulement après sa naissance. Il fait ses études au collège d'Eton et au Trinity College, à Cambridge. Il est haut-shérif de Wicklow en 1866 et Lord Lieutenant de Wicklow de 1890 à 1909, puis chevalier de l'ordre de St Patrick en 1874. En 1872, il succède à son frère aîné comme comte et entre la Chambre des lords.
Lord Carysfort épouse Charlotte Mary, fille du révérend Robert Boothby Heathcote, en 1860. Le couple n'a pas d'enfants. Il meurt en septembre 1909, à l'âge de 73 ans, et tous ses titres disparaissent. La comtesse de Carysfort est décédée en 1918.